# The Go-Go's
The Go-Go's es una banda de rock estadounidense, conformada exclusivamente por mujeres y formada en 1978. Hicieron historia como el primer grupo completamente femenino en la música pop que tocaba sus propios instrumentos y escribía sus propias canciones que llegó a las listas de Billboard con un álbum #1.
Surgieron a principios de la década de 1980 y su éxito fuera de lo común contribuyó al florecimiento de una era de nuevas bandas y nueva música en los Estados Unidos. Su álbum debut "Beauty and the Beat" es considerado como una piedra angular del "American New Wave". En un inicio únicamente tocaban pop punk y posteriormente se definieron como el sonido distintivo del rock de 1980. Tienen cinco éxitos Top 40.

## Historia

### Inicios yBeauty and the Beat

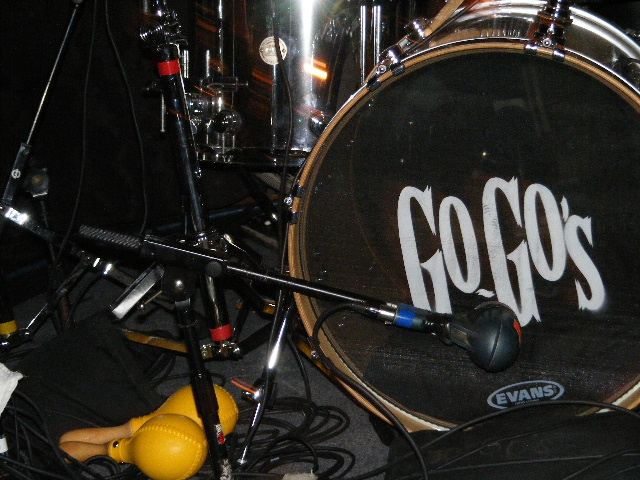
Logo de la banda.

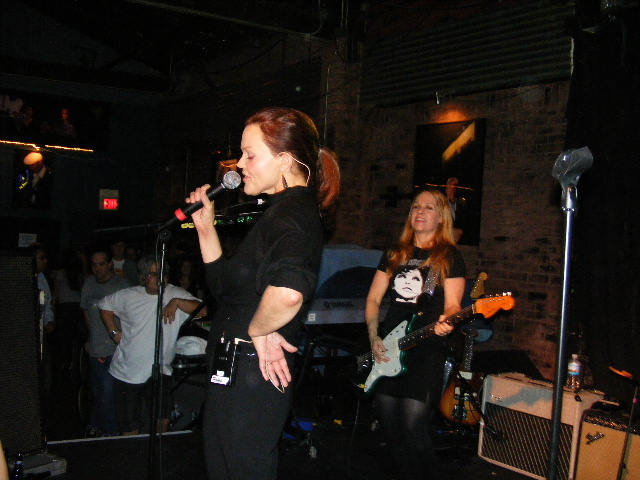
Belinda Carlisle y la guitarrista Charlotte Caffey.

Formado en 1978, el grupo originalmente integraba a Belinda Carlisle (vocales), Jane Wiedlin (guitarra, vocales), Charlotte Caffey (guitarra principal, teclados), Margot Olavarría (bajo), y Elissa Bello (batería). Empezaron tocando punk rock en clubes nocturnos tales como The Masque y el Whisky A Go Go en Los Ángeles. En 1979, Gina Schock reemplazó a Bello en la batería. Durante ese año, la banda grabó un demo y apoyó al grupo británico "Madness" tanto en Los Ángeles como en Inglaterra. En 1980 The Go-Go's estuvieron medio año de gira en Inglaterra, y lanzaron el sencillo "We Got the Beat" en Stiff Records, que fue éxito menor en Reino Unido.
En diciembre de 1980, la bajista Margot Olavarría fue remplazada por Kathy Valentine, quien tocaba la guitarra en bandas tales como Girlschool y Textones (Valentine no tenía experiencia previa tocando el bajo y aprendió en cuatro días). The Go-Go's firmaron con IRS Records en abril de 1981. Su álbum debut  Beauty and the Beat fue una sorpresa ya que llegó a lo más alto de las listas de popularidad en seis semanas. "Our Lips Are Sealed" y una nueva versión de "We Got the Beat" fueron extremadamente populares a principios de 1982.

### VacationsyTalk Show
El siguiente álbum, Vacation, se vendió muy bien, pero en ese año Gina Schock tuvo una operación quirúrgica debido a un defecto congénito del corazón. En 1984 Martin Rushent produjo el álbum Talk Show, pero las ventas fueron pobres. Conflictos personales y diferencias creativas fueron erosionando las relaciones del grupo, y Jane Wiedlin anunció su salida del grupo en octubre de 1984. La banda buscó un reemplazo para Wiedlin, y finalmente seleccionaron a Paula Jean Brown como su nueva bajista, con Valentine moviéndose a la guitarra rítmica. Tocaron en 1985 en el festival Rock in Rio con su nueva alineación, pero Belinda Carlisle y Charlotte Caffey pronto se dieron cuenta de que sus corazones no pertenecían al grupo y decidieron separarse en mayo de 1985. Otro motivo de la separación fue que se convirtieron en las chicas preferidas de los Estados Unidos, aunque todas las chicas Go-Go's llevaban la vida salvaje de muchos roqueros, tragando cuanta pastilla se les pusiera al frente, inhalando toda la cocaína que pudieran y todo el alcohol también, destrozando habitaciones de hotel y en términos generales portándose mal.
Belinda Carlisle llegó a ser la más exitosa de las artistas de la banda, teniendo varios sencillos a finales de la década de 1980, incluyendo el sencillo número uno "Heaven Is a Place on Earth". Jane Wiedlin lanzó varios álbumes como solista incluyendo Fur, que contiene el sencillo "Rush Hour". También hizo varios papeles como actriz de películas tales como "Bill and Ted's Excellent Adventure", "Clue", and "Star Trek IV: The Voyage Home", así como doblajes de caricaturas y una aparición en 2005 en el show de VH1 "La vida surrealista". En 1995 Wiedlin formó una banda llamada froSTed (las mayúsculas ST dan un homenaje a "Star Trek"). Ellas lanzaron un álbum llamado Cold, antes de separarse en 1998. Charlotte Caffey trabajó junto con Belinda Carlisle y en 1990 formaron una banda llamada The Graces para el álbum Perfect View. Después de que the Graces se separó formó un grupo llamado Astrid's Mother. Caffey y Wiedlin también actuaron en varios escenarios en 1997 como Twisted and Jaded. En el año 2000, Wiedlin empezó su propia compañía discográfica, Painful Discs, para lanzar su disco como solista Kissproof World. Gina Schock lanzó un álbum con su nombre en 1988 con su banda House of Schock, y posteriormente formaron el grupo K-Five. Kathy Valentine regresó a su raíces de blues-rock con una banda llamada Blue Bonnets, la cual cambió a the Delphines (Schock también se reunió con the Delphines como baterista). Valentine también lanzó su CD como solista titulado Light Years en septiembre de 2005.

### Return to the Valley of the Go-Go'syGod Bless The Go-Go's
En 1990, the Go-Go's se reunieron para tocar en un concierto de beneficencia para la protección del medioambiente de California (California Environmental Protection Act), una iniciativa de ley de 1990. Esto condujo a más espectáculos durante ese año. La banda volvió a estar de gira en 1994, cuando lanzaron dos discos en retrospectiva Return to the Valley of the Go-Go's. En el 2001, volvieron a lanzar un álbum con nuevo material,  God Bless the Go-Go's. El álbum fue bien recibido por los críticos, aunque las ventas fueron bajas. Desde entonces ellas han decidido seguir actuando juntas. Actualmente, con la misma alineación intacta, el espectáculo de The Go-go's en vivo continúa con la misma energía que las caracterizó en sus principios punk, y el temperamento de la sabiduría de tres décadas de perfeccionamiento pop.
En el 2006, la banda estuvo de gira para celebrar el 25 aniversario de Beauty and the Beat. The Go-Go's han planeado un proyecto con Disney llamado the Po-Go's, presentando músicos infantiles ejecutando el nuevo material de The Go-Go's. Charlotte Caffey y Kathy Valentine también están planeando un reality show con Susanna Hoffs y Vicki Peterson de "The Bangles", que mostrará artistas femeninas que formarán una nueva banda de solo mujeres.

## Miembros
Miembros actuales
- Charlotte Caffey, Guitarra principal, teclados, coros
- Belinda Carlisle, Vocalista principal
- Gina Schock, Batería, percusiones, coros
- Kathy Valentine, Bajo, guitarra rítmica, guitarra principal, coros
- Jane Wiedlin, Guitarra rítmica, vocalista y coros

Miembros anteriores
- Paula Jean Brown, Bajo (a principios de 1985 - remplazó de Jane Wiedlin, quien dejó el grupo después de la gira Prime Time en 1984. Tocó solamente en algunos espectáculos en vivo y nunca grabó con la banda.)
- Margot Olavarría (bajista) fue remplazada por Kathy Valentine, en diciembre de 1980.

## Discografía

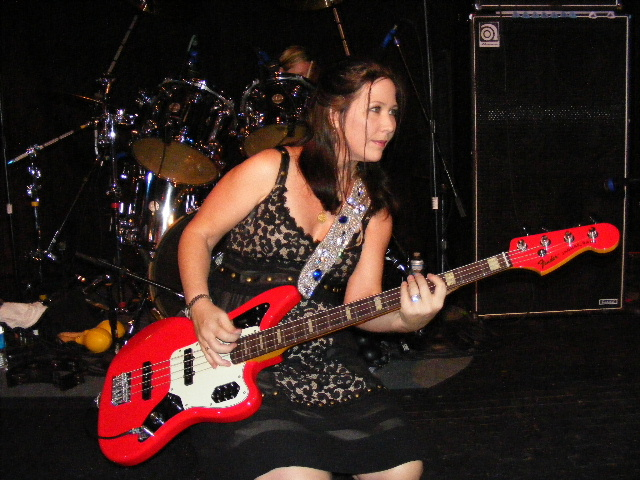
Kathy Valentine, bajista de Go-Go's.

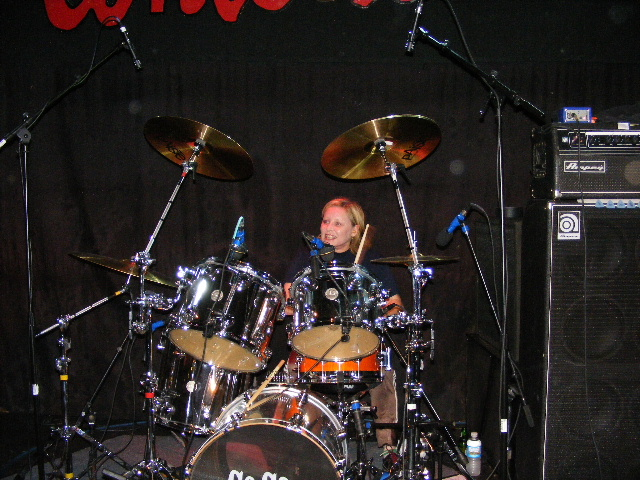
La baterista Gina Schock.

### Álbumes
- Beauty And The Beat (1981) #1[2] EU; RIAA: 4x Platino
- Vacation (1982) #8 EU; RIAA: 3x Platino
- Talk Show (1984) #18 EU; RIAA: Oro
- Greatest (1990)
- Return To The Valley Of The Go-Go's (1994)
- VH-1 Behind the Music: Go-Go's Collection (2000)
- God Bless The Go-Go's  (2001)

### Sencillos
- "Our Lips Are Sealed" (1981) #20 EU
- "We Got The Beat" (1981) #2 EU
- "Vacation" (1982) #8 EU
- "Get Up and Go" (1982) #50 EU
- "Head Over Heels" (1984) #11 EU
- "Turn To You" (1984) #32 EU
- "Yes or No" (1984) #84 EU
- "Unforgiven" (2001)

### Videos
- "Totally Go-Go's" - en vivo 12/1981 (1982)
- "Wild at the Greek" - concierto en vivo (1984)
- "Prime Time" - compilación de música en video (1985)
- "Live at Central Park" - concierto en vivo(2001)